# Stok Kangri
El Stok Kangri es la montaña más alta en la cordillera de Stok del Himalaya en la región de Ladakh del noroeste de la India, con una altura de 6.153 metros. El pico está situado en el parque nacional de Hemis, 12 kilómetros al sudoeste del inicio del camino a 3.610 metros en la aldea de Stok y alrededor de 15 kilómetros al sudoeste de la capital ladakhi de Leh.
A pesar de su altitud, el Stok Kangri es un pico popular de trekking y es a menudo escalado como una incursión inicial no técnica en el montañismo de alta altitud. Sin embargo, el Stok Kangri es muy a menudo subestimado por su nivel de dificultad y en particular la necesidad de aclimatarse antes y durante el ascenso.
A finales de julio y agosto, todo excepto la parte superior del pico estaba libre de nieve. Los datos de la elevación fueron verificados por las lecturas del GPS a partir de 11 satélites en la cumbre durante una expedición conjunta de Nepal y Estados Unidos de finales de julio de 2007 que encontró una cubierta de nieve a partir del 85% de la escalada final de cuatro horas, de cuatro kilómetros, y que cubría 900 metros.

## Ascenso al pico
El Stok Kangri ha ganado en los últimos años una enorme popularidad entre los trekkers y montañistas novatos debido a la naturaleza no técnica de su ascenso. A pesar de su relativa facilidad, el pico de 6000 metros presenta los desafíos habituales de una expedición de montañismo. La aclimatación en Leh, especialmente para aquellos que vuelan desde Delhi, antes de intentar el ascenso y la aclimatación de altitud durante la caminata son esenciales. El mayor obstáculo a tales altitudes es el aire rarefeito, que puede dar dolor de cabeza agudo, náuseas y otros síntomas de mal de altura incluso a los escaladores aptos hacia la última etapa de escalar el pico.
La jornada para alcanzar la cumbre dura de 12 a 14 horas, ascendiendo a más de 1.000 metros del campamento base de Stok Kangri (4.980 metros) hasta la cumbre. El camino más corto al pico (a menudo utilizado para el descenso) es a lo largo del valle de Stok, siguiendo el Stok Chu al pueblo de Stok. El paisaje de pastoreo de este valle, especialmente cerca del pueblo, fue devastado por las inundaciones de Leh de 2010, las más severas en décadas.